# Georg Hilmar Ising
Georg Hilmar Ising (* 7. März 1637 in Suderburg; † 10. Dezember 1708 in Hannover) war ein deutscher Pfarrer und Historiker.

## Leben
Georg Hilmar Ising immatrikulierte sich am 27. Oktober 1657 an der Universität Jena für Theologie und schloss dort mit dem Magister.
Ab 1661 war Ising als Pastor zunächst in Burgwedel tätig, ab Oktober 1669 dann in Minden. 1673 kam er in Hannover an die Marktkirche, wo er als Senior des Geistlichen Ministeriums den höchsten Rang innerhalb der Geistlichen der Stadt innehatte.

## Schriften (Auswahl)
Aus dem Lebenswerk Georg Hilmar Isings hat sich – neben zahlreichen gedruckten Leichenpredigten und Hochzeitsreden – insbesondere die
- Chronica Hannovera erhalten, eine Chronik der Stadt, die zeitweilig fälschlicherweise August Kotzebue zugeschrieben worden war. Das Werk war 1695 anonym gedruckt und erst 1740 von J. Carl publiziert worden.[1]

Leichenpredigten:
- für Christoph von Kannenberg und Marie von Bartensleben: Georgio Hilmaro Isingio: Christ-Adeliche Traur- und Ehren-Gedächtnissen, welche Dem wolsel. Gen. Lieutenanten, Herrn Christoph von Kannenberg, und Dessen auch wolsel. Fr. Wittiben, Frauen Marien von Bartensleben, auffgerichtet worden, Minden: Johann Piler, [1673]; Digitalisat über die Staatsbibliothek Berlin (SBB)
- für Dorothea Magdalena Spilker, Ehefrau des Konsistorialrats Burchard Spilker: Die Versüste Creutz-Bürde/ Das ist/ Ein Heilsames und bewehrtes Mittel/ wodurch Gläubiger Christen Trübsaal versusset wird : Bey ... Leichbestattung der ... Fr. Dorotheen Magdalenen Büntings/ Des ... Hr. Burchardi Spilkers/ Fürstl. Br. Lüneb. ... Consistorial-Raths ... Hauß-Ehre. Als dieselbe den 17. Maii dieses jetztlauffenden 1677. Jahrs ... ihren rühmlich geführten Lebens-Lauff/ im 23. Jahr und 2. Monath ihres Alters/ seliglich vollendete/ und den 12. Iunii zu S. Aegidii alhie zu Hannover ... beygesetzet wurde. Aus den Trostreichen Worten des Ps. 68. v. 20. 21. ... gezeiget/ und fürgeleget, Hannover: Georg Friedrich Grimm, 1677; Digitalisat über die SBB
- für Johann Overlach: Glückseligkeit/ der fruezeitig verstorbenen Gerechten : Auß dem 1. und 2. Versicul des 57. Capitels Esaiae Bey ... Beerdigung Des ... Hn. Johann Overlach Senioris, Wohlmeritirten Camerarii und Stadt-Hauptmans der löblichen Stadt Hannover/ Alß derselbe am 8. Maii/ Anno 1690 ... entschlaffen/ Und Am 22. desselben Monahts in sein Erb-Begräbnis zu SS. Jac. und Georgii bey gesetzet wurde, Rinteln: gedruckt Godfried Caspar Wächter, 1690; Digitalisat der SBB